# Bhimpokhara
Bhimpokhara (nep. भिमपोखरा) – gaun wikas samiti w zachodniej części Nepalu w strefie Dhawalagiri w dystrykcie Baglung. Według nepalskiego spisu powszechnego z 2011 roku liczył on 825 gospodarstw domowych i 3455 mieszkańców (1961 kobiet i 1494 mężczyzn).